# تشارلستون (إلينوي)
تشارلستون (بالإنجليزية: Charleston, Illinois)‏ هي مدينة تقع في الولايات المتحدة في مقاطعة كولز، إلينوي. يقدر عدد سكانها بـ 21,838 نسمة .

## التركيبة السكانية
حدّد مكتب تعداد الولايات المتحدة بيانات التركيبة السكانية لتشارلستون في تعداد الولايات المتحدة. في ما يلي، التركيبة السكانية حسب تعدادي 2000 و2010.

### تعداد عام 2000
بلغ عدد سكان تشارلستون 21,039 نسمة بحسب تعداد عام 2000، وبلغ عدد الأسر 7,672 أسرة وعدد العائلات 3,326 عائلة مقيمة في المدينة. في حين سجلت الكثافة السكانية 847.3 نسمة لكل كيلومتر مربع (2,194.5/ميل2). وبلغ عدد الوحدات السكنية 8,148 وحدة بمتوسط كثافة قدره 328.2 لكل كيلومتر مربع (850.0/ميل2).
وتوزع التركيب العرقي للمدينة بنسبة 92.50% من البيض و4.25% من الأمريكيين الأفارقة و0.24% من الأمريكيين الأصليين و1.34% من الأمريكيين ذوي الأصول الآسيوية و0.09% من سكان جزر المحيط الهادئ و0.50% من الأعراق الأخرى و1.08% من عرقين مختلطين أو أكثر و1.76% من الهسبانيون أو اللاتينيون من أي عرق.
بلغ عدد الأسر 7,672 أسرة كانت نسبة 21.5% منها لديها أطفال تحت سن الثامنة عشر تعيش معهم، وبلغت نسبة الأزواج القاطنين مع بعضهم البعض 33.9% من أصل المجموع الكلي للأسر، ونسبة 7.3% من الأسر كان لديها معيلات من الإناث دون وجود شريك،  بينما كانت نسبة 2.2% من الأسر لديها معيلون من الذكور دون وجود شريكة وكانت نسبة 56.6% من غير العائلات. تألفت نسبة 34.6% من أصل جميع الأسر من عدة أفراد يعيشون في نفس المنزل ونسبة 9.5% كانت تتألف من شخص يعيش بمفرده يبلغ من العمر 65 عاماً أو أكثر. وبلغ متوسط حجم الأسرة المعيشية 2.22، أما متوسط حجم العائلات فبلغ 2.88.
بلغ العمر الوسطي للسكان 22.7 عاماً. وكانت نسبة 13.7% من القاطنين تحت سن الثامنة عشر، وكانت نسبة 27.4% بين الثامنة عشر والرابعة والعشرين عاماً، ونسبة 17.8% كانت واقعةً في الفئة العمرية ما بين الخامسة والعشرين والرابعة والأربعين عاماً، ونسبة 13.4% كانت ما بين الخامسة والأربعين والرابعة والستين، ونسبة 8.8% كانت ضمن فئة الخامسة والستين عاماً فما فوق. يوجد لكل 100 أنثى 91.7 ذكر، ويوجد لكل 100 أنثى في الثامنة عشر من عمرها فما فوق 89.5 ذكر.
بلغ متوسط دخل الأسرة في المدينة 24,140 دولارًا، أما متوسط دخل العائلة فبلغ 44,312 دولارًا. وكان متوسط دخل الذكور 30,906 دولارًا مقابل 21,822 دولارًا للإناث. وسجل دخل الفرد الخاص بالمدينة 14,522 دولارًا. وكانت نسبة 10.3% من العائلات ونسبة 30.1% من السكان تحت خط الفقر، وكان من هؤلاء نسبة 9.2% تحت سن الثامنة عشر ونسبة 11.8% في الخامسة والستين من العمر وما فوق.

### تعداد عام 2010
بلغ عدد سكان تشارلستون 21,838 نسمة بحسب تعداد عام 2010، وبلغ عدد الأسر 7,927 أسرة وعدد العائلات 3,304 عائلة مقيمة في المدينة. في حين سجلت الكثافة السكانية 879.5 نسمة لكل كيلومتر مربع (2,277.9/ميل2). وبلغ عدد الوحدات السكنية 8,641 وحدة بمتوسط كثافة قدره 348 لكل كيلومتر مربع (901.3/ميل2).
وتوزع التركيب العرقي للمدينة بنسبة 88.68% من البيض و7.04% من الأمريكيين الأفارقة و0.17% من الأمريكيين الأصليين و1.63% من الأمريكيين ذوي الأصول الآسيوية و0.04% من سكان جزر المحيط الهادئ و0.77% من الأعراق الأخرى و1.68% من عرقين مختلطين أو أكثر و2.98% من الهسبانيون أو اللاتينيون من أي عرق.
بلغ عدد الأسر 7,927 أسرة كانت نسبة 19.7% منها لديها أطفال تحت سن الثامنة عشر تعيش معهم، وبلغت نسبة الأزواج القاطنين مع بعضهم البعض 30% من أصل المجموع الكلي للأسر، ونسبة 8.6% من الأسر كان لديها معيلات من الإناث دون وجود شريك،  بينما كانت نسبة 3.1% من الأسر لديها معيلون من الذكور دون وجود شريكة وكانت نسبة 58.3% من غير العائلات. تألفت نسبة 34.2% من أصل جميع الأسر من عدة أفراد يعيشون في نفس المنزل ونسبة 9.2% كانت تتألف من شخص يعيش بمفرده يبلغ من العمر 65 عاماً أو أكثر. وبلغ متوسط حجم الأسرة المعيشية 2.24، أما متوسط حجم العائلات فبلغ 2.86.
بلغ العمر الوسطي للسكان 22.9 عاماً. وكانت نسبة 12.7% من القاطنين تحت سن الثامنة عشر، وكانت نسبة 44.8% بين الثامنة عشر والرابعة والعشرين عاماً، ونسبة 17.7% كانت واقعةً في الفئة العمرية ما بين الخامسة والعشرين والرابعة والأربعين عاماً، ونسبة 15.2% كانت ما بين الخامسة والأربعين والرابعة والستين، ونسبة 9.5% كانت ضمن فئة الخامسة والستين عاماً فما فوق. وتوزع التركيب الجنسي للسكان بنسبة 47.1% ذكور و52.9% إناث.

## أعلام
- بيل كوكس
- غريغ تولاند
- رونالد دبليو. ديفيس
- شارلوته مارتن
- تشارلي وايتهاوس
- راي فيشر
- ريكس دارلينغ
- توماس مارشال
- جورج هيلتون جونز الثالث
- ماينارد أوبراين